# والاس إروين
والاس إروين (بالإنجليزية: Wallace Irwin)‏ (15 مارس 1875 - 14 فبراير 1959)؛ كاتب أغاني، شاعر غنائي، شاعر، صحفي وروائي أمريكي.